# Naix-aux-Forges
Naix-aux-Forges è un comune francese di 220 abitanti situato nel dipartimento della Mosa nella regione del Grand Est.

## Società

### Evoluzione demografica
Abitanti censiti